# Csőtároló
A csőtárolók közepes nagyságú földgáztározók az ingadozó szükségletek kiegyenlítésére. Mindenekelőtt a napi csúcsfogyasztások lefedésénél alkalmazzák, mivel nagy a leadó- és tározóteljesítményük. Kisebb térfogatuk miatt (normális esetben egy millió köbméternél kevesebb) a szezonális ingadozások kiegyenlítésére csak korlátozottan alkalmasak.
A csőtárolók a felszíni tárolókhoz tartoznak, két méter mélységben találhatóak. Acélcsövekből állnak, amelyek átmérője az 1,6 m-t is elérheti, ezeket egymással párhuzamosan fektetik le kis mélységben és 50-100 bar nyomással üzemeltetik. Gyakran ipari üzemek területén hozzák létre.
A csőtárolók olyan országok számára kínálnak tárolási lehetőséget, ahol – mint Svájcban, vagy az agglomerációs központok körül – nincsenek megfelelő geológiai struktúrák mély föld alatti tárolókhoz.

## A csőtárolók gazdasági funkciója
A csőtárolók legfontosabb funkciója manapság a csúcsok levágása („peak shaving“). A háztartások többsége reggel és este több gázt fogyaszt, mint napközben vagy éjjel. Hideg napokon különösen nagy fogyasztási csúcsok jönnek létre. Mivel a kitermelő mezőkről a gázt relatív konstans áramban szállítják, megfelelő visszatartó létesítményekre van szükség annak érdekében, hogy ezekre a szükségleti ingadozásokra reagálni tudjanak és jó minőségű gázt tudjanak rendelkezésre bocsátani.
A keresleti ingadozásokat alapvetően különböző gáztárolókkal is ki lehet egyenlíteni. A napi ingadozásokhoz jól megfelelnek olyan kis, flexibilis tartályok, mint a csőtárolók. A tároló szolgáltatóknak a csőtárolók alkalmazásával lehetőségük nyílik arra, a közművek és az erőművek számára kiegyenlített gázbeszerzést tegyenek lehetővé és ezen keresztül csökkentsék a gázbeszerzés költségeit:
„Az ügyfél teljes ellátásra vonatkozó szerződéséből adódó szolgáltatott beszerzésének feleslegét a gyengébb leterheltségű éjszakai és déli órákban a tároló feltöltésére használják. A reggeli és esti terhelési csúcsokat így a tárolóból származó gázzal lehet levágni. Ezzel az egy napon belüli kiegyenlítéssel a föld felszíne feletti tároló a kisebb felvételi képessége ellenére is képes olyan teljesítményt nyújtani, amely megfelel egy jóval nagyobb föld alatti tároló teljesítményének.“ (Peter Deschkan: „Neues Geschäftsmodell für Speicher“, Energie & Management / 2008 október 1., 23. oldal)

## Csőtárolók listája

### Ausztria
A Wien Energie Speicher GmbH Wien-Leopoldau-nál létrehoz egy cső földgáztárolót 693 000 m³–nyi maximum tároló térfogattal és 550 000 m³-nyi használható tároló térfogattal. A tárolási nyomás 45 bar, a kimeneti nyomás 4 bar, a kimeneti teljesítmény 100 000 m³/h.